# Stomorhina
Stomorhina este un gen de muște din familia Calliphoridae.

Cladograma conform Catalogue of Life:
| Stomorhina | \| \| Stomorhina americana \| \| \| \| \| \| Stomorhina chrysippe \| \| \| \| |
|            | \| \| Stomorhina americana \| \| \| \| \| \| Stomorhina chrysippe \| \| \| \| |
|            | Stomorhina americana                                                          |
|            |                                                                               |
|            | Stomorhina chrysippe                                                          |
|            |                                                                               |